# Brainville AB
Brainville AB (tidigare Resrc) är ett svenskt företag som driver en digital marknadsplats för frilansare och konsulter. Plattformen lanserades 2012 och används av konsultbolag, frilansare och konsultmäklare i Norden.

## Verksamhet
Plattformen är branschoberoende men majoriteten av uppdragen finns inom IT, teknik och management. Brainville skiljer sig från konsultmäklare genom att inte ta någon marginal på uppdragen. I stället baseras intäkterna på tilläggstjänster.
Årligen publiceras omkring 40 000 uppdrag på plattformen, och nära 30 000 företag är registrerade. Brainville har beskrivits som ”Hemnet för konsulter” och ”Blocket för konsulter” i svensk affärspress.
Genom de publicerade uppdragen och ansökningarna har Brainville byggt upp en omfattande databas över konsultmarknaden i Norden. Dessa data ligger till grund för rapporten Brainville Statistics (tidigare Konsultrapporten), som har varit en av de mest nedladdade marknadsrapporterna för frilans- och konsultbranschen i Norden.